# Hill County, Texas
Hill County är ett administrativt område i delstaten Texas, USA, med 35 089 invånare (2010). Den administrativa huvudorten (county seat) är Hillsboro. 

## Geografi
Enligt United States Census Bureau har countyt en total area på 2 554 km². 2 492 km² av den arean är land och 62 km² är vatten. 

### Angränsande countyn
- Johnson County - norr
- Ellis County - nordost
- Navarro County - öster
- Limestone County - sydost
- McLennan County - söder
- Bosque County - väster